# Константинос Аргирос
Константинос Аргирос (на гръцки: Κωνσταντίνος Αργυρός) е известен гръцки певец.

## Биография
Константинос Аргирос е роден на 21 май 1986 г. в Атина в семейството на Фотини и Василис Аргирос. Израснал е със семейството си в родния си град, но семейството произхожда от остров Лефкада. Заедно със сестра си Катерина и брат си Павлос, са първите тризнаци, родени по метода инвитро в Гърция – постижение за времето си. По този повод майка му гостува в шоуто на Семина Дигени. В няколко интервюта Константинос споделя, че много хора са идвали в съблекалнята му, за да кажат, че имат деца, благодарение на майка му.
На петгодишна възраст започва първите си стъпки в музиката, изучавайки свирене на пиано. Продължава с изучаването на китара и други музикални инструменти. По време на тийнейджърските си години той и негови приятели създават група, наречена Blues brothers, в която Константин пее и свири на пиано. След като завършва гимназия, взема участие в шоуто за музикални таланти Fame Story 3 на телевизия ANT1, където получава най-добри отзиви за мелодичния си глас и харизматично присъствие.
След участието му започват първите му професионални стъпки като певец. Те са в нощен клуб Fix в Солун. През зимата на 2005 г. прави първите си крачки в нощния живот на Атина, пеейки с Анна Виси в клуб Votaniko, докато през зимата на 2006 – 2007 г. e с Никос Куркулис и Кели Келекиду във FOS. Веднага след това той се завръща в Солун в Odeon, заедно с Никос Куркулис, Наташа Теодориду и Сарбел. Следват концерти в цяла Гърция и Кипър заедно с Никос Куркулис.
През юни 2008 г. Sony BMG издава дебютния му албум Όλα θα αλλάξουν (Всичко ще се промени) – макси сингъл с 4 песни. Следва сътрудничеството в атинския клуб Frangelico с Христос Менидиатис до началото на септември 2008 г. От април 2009 г. до май 2010 г. пее заедно с Никос Вертис в Kentro Athinon. В началото на май 2010 г. Universal Music пуска новата му песен Ερωτευμένος και τρελός (Влюбен и луд) по музика на Панайотис Бракулия. През лятото на 2010 г. участията му са в клуб Romeo. През есента на 2010 г. е издадена песента Είσαι ό,τι να 'ναι (Ти си това, което си), която има огромен успех и е отново по музика на Панайотис Бракулия, с когото ще продължат и занапред сътрудничеството си. След това, от октомври 2010 г. до април 2011 г., участва с Янис Плутархос и Амарилис на сцената на Cosmos. Това сътрудничество продължава и в солунския клуб Politika. В същото време Universal Music Greece издава албума му Μάλλον κάτι ξέρω (Сигурно знам нещо). През септември 2012 г. същата звукозаписна компания издава и втория му самостоятелен албум Παιδι Γενναίο (Смело дете). От ноември 2012 г. до март 2013 г. пее в REX Music Theatre до Анджела Димитриу и Нино. От март 2013 г. те са заедно в Posidonio, след това в Teatro Music Hall. От там започва и дългогодишното му сътрудничество с бизнесмена Костас Бертакис (собственик на атинските клубове Teatro Music Hall и Fantasia и солунския Vogue). През зимния сезон на 2015 г. пее в Teatro Music Hall заедно с трагично загиналия няколко месеца по-късно Пантелис Пантелидис. От април 2016 г. вече е водещият певец в клуба по крайбрежието Fantasia. Първите сезони е в сътрудничество с Елени Фурейра и Петрос Яковидис. През летата на 2017, 2018 и 2019 година прави турнета из цяла Гърция.
Албумите му от 2014 г. Δεύτερη Φορά (Втори път) и от 2016 г. Όσα Νιώθω (Докато чувствам) за издадени от Cobal music. От 2018 г. е артист от листата на Panik Platinum, които издават последния му албум Το Κάτι Παραπάνω (Нещо повече), станал вече платинен.

## Дискография

### Студийни албуми
- Maλλον Κάτι Ξέρω (2011)
- Παιδι Γενναίο (2012)
- Δεύτερπ Φορά (2014)
- Όσα Νιώθω (2016)
- Το Κάτι Παραπάνω (2018)
- 22 (2022)

### Компилационни албуми
- The Hits Collection (2014)
- The Hits Collection (+3 Νέα Τραγούδια) (2016)
- Φίλησε Με – 16 Τραγούδια για τον έρωτα (2017)
- Live Concert MEGA (2020)

### Сингли
- Όλα θα αλλάξουν (2008)
- S'Agapo Mi Milas (2011)
- Είσαι ό,τι να 'ναι (2011)
- Eisai Oti Na'nai (Laika Mix) (2011)
- Eroteumenos Kai Trelos (2011)
- Mallon Kati Ksero (2011)
- Ta Panta Eisai Esi (2011)
- Tha Xatho (2011)
- Auto Sou Eleipe (2011)
- Mi M'Afinis Mono (2011)
- Antio Leme (2011)
- Εγώ Γεννήθηκα Για Σένα (2011)
- Ποτέ Ξανά (2012)
- Γιατί Εγώ (2012)
- Τέλος Καλο (2012)
- Δική Μού Γινε (2012)
- Μια Νύχτα Κόλαση (2012)
- Η Αγάπη Θέλει Πάθος (2012)
- Θα Σ'Εκδικηθώ (2012)
- Σταυρουδάκι (2012)
- Άλλη Μια Νύχτα (2012)
- Παιδι Γενναίο (2012)
- Να Τής Πεις (2013)
- Δεύτερη Φορά (2014)
- Πάρε Με Αγκαλιά (2014)
- Εσένα Θέλω (2014)
- Δε Χωρίζουν οι Καρδιές (2014)
- Άρρωστη Καρδιά (2014)
- Άλλη Μια Βραδια (2014)
- Όσα Ονειρεύτηκα (2014)
- Να φύγεις (2014)
- Φίλησε Με (2014)
- Θαύματα (2014)
- Μια Νύχτα Ακόμα (2014)
- Εμείς Δε Θα Χωρίσονμε Ποτέ (2014)

## Награди
- MAD Video Music Awards – Песен на годината за Ποτέ Ξανά (Никога отново) (2013, победител)[2]
- MAD Video Music Awards – Видеоклип на годината на MAD GREEKZ за Το Συμπέρασμα (Заключението) (2016, победител)
- MAD Video Music Awards – Певец на годината (2017, победител)
- MAD Video Music Awards – Песен на годината за Ξημερώματα (Ранна сутрин) (2018, победител)
- MAD Video Music Awards – Певец на годината (2018, победител)
- MAD Video Music Awards – Певец на годината (2019, победител)
- MAD Video Music Awards – Певец на годината (2020, победител)
- MAD Video Music Awards – Певец на годината (2021, победител)
- MAD Video Music Awards – Най- добро лайко видео за Αθήνα Μου (2021, победител)
- MAD Video Music Awards – Певец на годината (2022, победител)
- MAD Video Music Awards – Певец на годината (2023, победител)
- MAD Video Music Awards – Албум на годината за 22 (2023, победител)